# Hédi M’henni

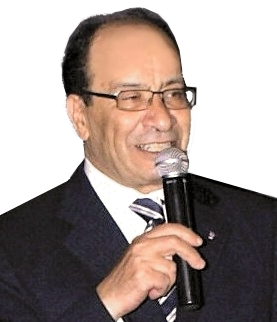
Hédi M’henni (2009)

Hédi M’henni (abweichende Namensschreibweisen: Hédi Mhenni und Hédi Mihenni; arabisch الهادي مهني, DMG al-Hādī Muhannī; * 24. Dezember 1942 in Sayada, Tunesien; † 9. Juli 2024) war ein tunesischer Politiker der Konstitutionellen Demokratischen Sammlung RCD (Rassemblement constitutionnel démocratique) und mehrmaliger Minister.

## Leben

### Studium, Kinderarzt und Staatssekretär
Hédi M’henni begann nach dem Erwerb des Baccalauréat am Lycée Alaoui in Tunis 1963 ein Studium an der Medizinischen Fakultät der Universität Tunis, dem sich ein Studium an dem am 30. Dezember 1967 gegründeten Institut für Presse- und Informationswissenschaften (Institut de presse et des sciences de l’information) anschloss. Er war seit 1976 als Facharzt für Pädiatrie sowie seit Juli 1980 als Maître de conférences auch als Hochschuldozent tätig. Er war zudem maßgeblich an der Gründung des von der Weltgesundheitsorganisation (WHO) geförderten Projekts für integrierte Medizin in Beja beteiligt, aus dem das Institut für Kinder (Institut de l’enfance) hervorging. Er engagierte sich auch in der Förderung der präventiven und sozialen Pädiatrie und wurde im Dezember 1986 Geschäftsführender Generaldirektor des Nationalen Amtes für Familie und Bevölkerung (Office national de la famille et de la population). 1987 übernahm er zudem eine Professur für höhere Bildung.
Am 3. März 1990 wurde M’henni als Staatssekretär im Gesundheitsministerium (Secrétaire d’État auprès du Ministre de la Santé) erstmals in die Regierung berufen und bekleidete dieses Amt bis zum 20. Februar 1991. Daraufhin wurde er im April 1991 zunächst Rektor der Universität von Tunis II, ehe er am 19. Juni 1991 als Staatssekretär für wissenschaftliche Forschung und Technologie beim Premierminister (Secrétaire d’État auprès du Premier ministre chargé de la recherche scientifique et de la technologie) in die Regierung zurückkehrte.

### Minister und Generalsekretär der RCD
In der Regierung von Premierminister Hamed Karoui löste M’henni am 31. Juli 1992 Dali Jazi als Minister für öffentliche Gesundheit (Ministre de la Santé) ab. Er bekleidete dieses Amt vom 17. November 1999 bis zum 25. Januar 2001 auch in der darauf folgenden Regierung von Premierminister Mohamed Ghannouchi und wurde danach von Abdelkrim Zbidi abgelöst. Im Zuge dieser Umbildung des Kabinetts Ghannouchi übernahm er wiederum von Chédli Neffati am 25. Januar 2001 das Amt des Sozialministers (Ministre tunisien des Affaires sociales) und hatte dieses bis zum 27. April 2002 inne, woraufhin wiederum Chédli Neffati seine Nachfolge antrat.
Im Rahmen einer neuerlichen Umbildung des Kabinetts Ghannouchi wurde Hédi M’henni am 27. April 2002 Nachfolger von Abdallah Kaâbi als Innenminister (Ministre de l’Intérieur) und übte dieses Ministeramt bis zu seiner Ablösung durch Rafik Belhaj Kacem am 10. November 2004 aus. Im Rahmen dieser Kabinettsumbildung übernahm er wiederum am 10. November 2004 von Dali Jazi das Amt des Verteidigungsministers (Ministre de la Défense) und übte dieses bis zum 17. August 2005 aus, woraufhin nunmehr Kamel Morjane sein Nachfolger wurde.
Nach seinem Ausscheiden aus der Regierung wurde M’henni am 17. August 2005 Nachfolger von Ali Chaouch als Generalsekretär der Konstitutionellen Demokratischen Sammlung RCD (Rassemblement constitutionnel démocratique) und behielt diese Funktion bis zu seiner Ablösung durch Mohamed Ghariani am 5. September 2008. Daraufhin wurde er im Oktober 2008 Berater des Präsidenten der Tunesischen Republik Zine el-Abidine Ben Ali im Range eines Ministers  für politische und regionale Angelegenheiten (Ministre-conseiller à la présidence de la République chargé des affaires politiques et régionales). Zugleich war er Mitglied der Rätekammer (Chambre des conseillers), des Oberhauses des damaligen Parlaments.